# Гусман, Энрике Перес де
Энрике Перес де Гусман, 2-й граф Ньебла (исп. Don Enrique Pérez de Guzmán y de Castilla, segundo Conde de Niebla, Señor de Sanlúcar de Barrameda;) 20 февраля 1371 года — 31 октября 1436 года) — испанский граф, военачальник периода Реконкисты. Сын Хуана Алонсо де Гусмана, 1-го графа Ньебла, и Беатрис де Кастилья Понсе (исп. Beatriz de Castilla Ponce), незаконнорождённой дочери короля Энрике II.
Был женат трижды. В браке с Терезой де Ороско (исп.  Teresa de Orozco, señora de Escamilla y Santa Olalla, заключён 24 ноября 1399 года) имел двух детей, старший сын Хуан впоследствии получил титул 3-го графа Ньебла и 1-го герцога Медина-Сидония. Брак с Виолантой де Арагон (исп. Violante de Aragón , заключён 5 марта 1405 года) остался бездетным, в 1428 году был аннулирован. В браке с Изабеллой де Москера (исп. Isabel de Mosquera, заключён в 1428 году) родилось два ребёнка.
В 1436 году, в ответ на набеги мавров на христианские земли, осадил Гибралтар. В итоге испанцы потерпели сокрушительное поражение, а сам граф утонул при попытке спастись морем. Его тело было найдено маврами, обезглавлено и вывешено на городской стене на следующие 22 года. Сын Хуан отомстил за отца в 1462 году, захватив Гибралтар и изгнав из него всех мусульман.